# Andreas Vazaíos
Andreas Vazaíos (en griego: Ανδρέας Βαζαίος; Atenas, 9 de mayo de 1994) es un deportista griego que compite en natación.
Ganó tres medallas en el Campeonato Europeo de Natación, en los años 2016 y 2024, y diez medallas en el Campeonato Europeo de Natación en Piscina Corta entre los años 2015 y 2023.
Estudió Psicología en la Universidad Estatal de Carolina del Norte y cursó un posgrado en Psicología deportiva en la Universidad de Loughborough.

## Palmarés internacional
| Campeonato Europeo                  | Campeonato Europeo     | Campeonato Europeo | Campeonato Europeo |
| Año                                 | Lugar                  | Medalla            | Prueba             |
| ----------------------------------- | ---------------------- | ------------------ | ------------------ |
| 2016                                | Londres (Reino Unido)  | Medalla de oro     | 200 m estilos      |
| 2024                                | Belgrado (Serbia)      | Medalla de bronce  | 4 × 100 m libre    |
| 2024                                | Belgrado (Serbia)      | Medalla de bronce  | 4 × 200 m libre    |
| Campeonato Europeo en Piscina Corta |                        |                    |                    |
| Año                                 | Lugar                  | Medalla            | Prueba             |
| 2015                                | Netanya (Israel)       | Medalla de bronce  | 100 m estilos      |
| 2017                                | Copenhague (Dinamarca) | Medalla de plata   | 200 m mariposa     |
| 2017                                | Copenhague (Dinamarca) | Medalla de plata   | 200 m estilos      |
| 2019                                | Glasgow (Reino Unido)  | Medalla de oro     | 200 m mariposa     |
| 2019                                | Glasgow (Reino Unido)  | Medalla de oro     | 200 m estilos      |
| 2019                                | Glasgow (Reino Unido)  | Medalla de bronce  | 100 m estilos      |
| 2021                                | Kazán (Rusia)          | Medalla de oro     | 200 m estilos      |
| 2021                                | Kazán (Rusia)          | Medalla de plata   | 100 m estilos      |
| 2023                                | Otopeni (Rumania)      | Medalla de bronce  | 100 m estilos      |
| 2023                                | Otopeni (Rumania)      | Medalla de bronce  | 4 × 50 m libre     |